# Bosc d'Antist
El Bosc d'Antist és un bosc del terme municipal de la Torre de Cabdella, al Pallars Jussà, dins de l'antic terme de la Pobleta de Bellveí.
Està situat al sud-est del poble d'Antist, al qual pertany, al vessant nord-oriental de la Serra des Solans, entre aquesta i el Flamisell.